# 1993 год в Азербайджане

## Январь
- 13 января — Создана Государственная комиссия по делам военнопленных, заложников и пропавших без вести граждан Азербайджана[азерб.][1]
- 19 января — Утверждён Герб Азербайджанской Республики

## Февраль
- 20 февраля — Отставка Рагима Газиева с поста министра обороны

## Март
- 27 марта—3 апреля — Битва за Кельбаджар. Оккупация Кельбаджара

## Апрель
- 30 апреля — Принята Резолюция Совета Безопасности ООН 822

## Июнь
- Мятеж Сурета Гусейнова
- 12 июня—23 июля — Битва за Агдам

## Июль
- 12 июля — Азербайджаном и 5 другими странами совместно создана Международная организация тюркской культуры[2]
- 23 июля — Оккупация Агдама
- 25 июля — Оккупация Джебраильского района
- 29 июля — Принята Резолюция Совета Безопасности ООН 853

## Август
- 23 августа
  - Введён домен .az
  - Оккупация Физули
- 29 августа — Референдум о доверии президенту Азербайджана
- 31 августа — Оккупация Губадлы

## Сентябрь
- 1 сентября — Отставка Абульфаза Эльчибея
- 3 сентября — Вступление в Организацию экономического сотрудничества[3]
- 24 сентября — Вступление в СНГ

## Октябрь
- 3 октября
  - Президентские выборы
  - Гейдар Алиев избран президентом Азербайджана.
- 14 октября — Принята Резолюция Совета Безопасности ООН 874
- 24 октября — Оккупация Горадиза
- 27 октября — Открыта станция метро Джафар Джаббарлы

## Нобярь
- 1 ноября
  - Оккупация Зангеланского района
  - Создан Государственный Совет обороны
- 12 ноября — Принята Резолюция Совета Безопасности ООН 884

## Декабрь
- Начало Горадизской операции
- 22 декабря — Создан Азербайджанский государственный фонд фильмов

## Без точной даты
- Создан Институт археологии и этнографии Азербайджана
- В Азербайджане открылось представительство ООН
- Создание Габалинского государственного природного заказника[азерб.]
- Создан Rabitabank[азерб.][4]
- Основан Нахичеванский автомобильный завод

## В культуре
- Учреждена премия «Хумай»
- Учреждён журнал «Azerbaijan International[азерб.]»
- Основана киностудия «Нариманфильм[азерб.]»

## Умерли
- 7 февраля — Шовкет Алекперова, певица
- 26 марта — Тофик Бахрамов, футбольный арбитр[5]
- 8 мая — Таир Гусейнов[азерб.], писатель
- 18 мая — Гюлли Мустафаева, художник
- 28 мая — Аловсат Абдуллаев[азерб.], лингвист, филолог
- 27 июня — Таги Тагиев, художник
- 30 августа — Ибрагим Мамедов, композитор
- 20 сентября — Аждар Ибрагимов, кинорежиссёр
- 24 октября — Гаджибаба Гусейнов, ханенде
- 17 декабря — Мирза Ибрагимов, писатель